# Peret (Erau)
Peret (en francès Péret) és un municipi occità del Llenguadoc, situat al departament de l'Erau i a la regió d'Occitània.